# Supergirl (5.ª temporada)
A quinta temporada da série de televisão estadunidense Supergirl, que é baseada na personagem da DC Comics Supergirl / Kara Zor-El, estreou na The CW em 6 de outubro de 2019 e consistiu em 19 episódios. É ambientado no Universo Arrow, compartilhando continuidade com as outras séries de televisão do Universo Arrow. A temporada é produzida pela Berlanti Productions, Warner Bros. Television e DC Entertainment.
A temporada foi encomendada em janeiro de 2019 e estava originalmente planejada para ter 22 episódios, posteriormente reduzidos para 20. As filmagens começaram naquele junho e a produção foi encerrada em março de 2020 devido à pandemia de COVID-19, deixando a temporada com apenas 19 episódios.
Melissa Benoist estrela como Kara, com os principais membros do elenco Mehcad Brooks, Chyler Leigh, Katie McGrath, Jesse Rath, Nicole Maines e David Harewood também retornando de temporadas anteriores. Eles se juntam a Azie Tesfai e Andrea Brooks, que foram promovidos ao elenco principal do status recorrente na quarta temporada, LaMonica Garrett, que anteriormente apareceu como ator convidado no quinto crossover anual do Universo Arrow e na quinta temporada, e novos membros do elenco Julie Gonzalo e Staz Nair.

## Episódios
| N.º na série | N.º na temp. | Título                                                                           | Dirigido por        | Escrito por                                                                             | Exibição original       | Audiência (milhões) |
| --- | ------------ | -------------------------------------------------------------------------------- | ------------------- | --------------------------------------------------------------------------------------- | ----------------------- | ------------------- |
| 88 | 1            | "Event Horizon" "(Horizonte de Eventos)" (BR)                                    | Jesse Warn          | Derek Simon & Nicki Holcomb                                                             | 6 de outubro de 2019    | 1.26                |
| Depois de descobrir a identidade secreta de Kara Danvers de seu irmão Lex Luthor antes de matá-lo, Lena luta com Kara em uma simulação virtual e constrói um A.I. chamada Hope para conversar, já que ela não confia mais em ninguém. Enquanto isso, Andrea Rojas adquire a CatCo, substituindo James Olson como editor-chefe, e emprega o jornalismo tablóide para aumentar o número de assinaturas. Alex Danvers convence Kara a contar a Lena que ela é a Supergirl, então ela diz a ela em uma festa para comemorar seu Prêmio Pulitzer. De repente, o grupo é atacado por Midnight, um prisioneiro da Zona Fantasma que J'onn J'onzz derrotou anos antes. Kara se reconcilia com Lena e revela sua identidade antes de usar um novo traje que Brainy criou para ela para impedir um buraco negro aberto pela meia-noite e enviá-la de volta para a Zona Fantasma. Enquanto Kara mostra mais abertura para Lena sobre seu segredo, Lena entra novamente na simulação para desabafar; prometendo usar a confiança de Kara para "consertar a humanidade". James sai da CatCo, recusando-se a apoiar os planos sensacionalistas de Andrea. Em outro lugar, o irmão de J'onn, Malefic, jura se vingar após o fracasso de Midnight, apesar de J'onn não se lembrar de ter um irmão enquanto Eve Teschmacher retorna para National City sob as ordens de Leviatã, mas é atacado. |              |                                                                                  |                     |                                                                                         |                         |                     |
| 89 | 2            | "Stranger Beside Me" "(Estranho ao Meu Lado)" (BR)                               | David McWhirter     | Dana Horgan & Katie Rose Rogers                                                         | 13 de outubro de 2019   | 0.97                |
| Com a ajuda de Kelly Olsen, J'onn descobre que suas memórias da Guerra Civil Marciana foram alteradas, mas que Maléfic foi seu irmão que traiu os Marcianos Verdes para ajudar os Marcianos Brancos. J'onn e Malefic recebem uma dor imensa sempre que se atacam devido a uma maldição, da qual J'onn ainda sofre, então ele pede a Kelly para aliviar sua dor usando ondas Q, mas Malefic secretamente vê isso e percebe que as ondas Q podem ajude ainda mais sua vingança contra seu irmão. Enquanto isso, Lena revela a Eve seu plano de usar a tecnologia de Andrea para melhorar a humanidade, dando a eles o altruísmo e a lealdade de Hope antes de Hope assumir o controle do corpo de Eve. Em outro lugar, Kara se irrita com suas novas atribuições de trabalho, e o repórter rival William Dey parece estar no rastro de sua identidade secreta. |              |                                                                                  |                     |                                                                                         |                         |                     |
| 90 | 3            | "Blurred Lines" "(Linhas Borradas)" (BR)                                         | Eric Dean Seaton    | Lindsay Struman & J. Holtham                                                            | 20 de outubro de 2019   | 0.92                |
| J'onn pede a ajuda de Nia Nal para mergulhar mais fundo em seu passado, descobrindo que ele usou sua telepatia para apagar Malefic da memória de seu pai, já que este se culpou pelo isolamento de Malefic devido ao seu poder instável. Malefic ataca Kelly, que ele enganou para revitalizar seus poderes de controle mental suprimidos, mas escapa após um confronto com J'onn. Kelly é revelada por ter desenvolvido uma ligação psíquica com Malefic quando ela devolveu seus poderes e o identificou em uma forma transformada. Enquanto isso, Kara, Alex e James rastreiam um alienígena com a habilidade de atirar em teias de aranha. Eles encontram o culpado na ex-comandante de operações especiais Caroline O'Connor, que está possuída pelos simbiontes Aurafacianos semelhantes a aranhas. Alex usa um dispositivo para remover os Aurafacians do corpo de Caroline. No entanto, ela é mais tarde misteriosamente morta por uma pessoa desconhecida antes de ser levada para o D.E.O. custódia. Lena pede a Kara para roubar o diário da infância de Lex e descobre sua pesquisa sobre controle da mente. Nia confronta Brainy sobre seu relacionamento. |              |                                                                                  |                     |                                                                                         |                         |                     |
| 91 | 4            | "In Plain Sight" "(À Vista de Todos)" (BR)                                       | David McWhirter     | Jay Faerber & Jess Kardo                                                                | 27 de outubro de 2019   | 0.95                |
| Com a ajuda de Nia, Kara descobre que William é um repórter disfarçado que suspeita que Andrea seja uma criminosa. Ela evita que um novo supervilão chamado Breathtaker assassine Elena Torres e a manda para o DEO. Enquanto isso, James e Kelly voltam para sua cidade natal, que eles encontram corrompida pela presença de uma nova prisão, onde as pessoas recebem sentenças de prisão injustamente longas por crimes menores. Eles conhecem um adolescente chamado Simon, que James ajuda no caso de sua mãe. Em outro lugar, Malefic assume o controle de Alex, mas ela é salva por Kara e J'onn e aparentemente o envia para a Zona Fantasma. Brainy e Nia reconciliam seu relacionamento e James deixa National City para assumir o jornal de sua cidade natal. Sem o conhecimento de Kara e seus aliados, Malefic foi teletransportado para o escritório de Lena, onde Lena forjou uma aliança com ele. |              |                                                                                  |                     |                                                                                         |                         |                     |
| 92 | 5            | "Dangerous Liaisons" "(Ligações Perigosas)" (BR)                                 | Alysse Leite-Rogers | Rob Wright & Daniel Beaty                                                               | 3 de novembro de 2019   | 0.78                |
| Lena promete ajudar Malefic a superar sua inibição de matar J'onn em troca de fazer experiências com ele para duplicar seu poder de iniciação mental. No entanto, ela renega e usa o poder para mantê-lo em cativeiro. Kara e William buscam pistas envolvendo um assassino chamado Rip Roar, que William acredita ter matado seu amigo, Russel Rogers, e está trabalhando para a família Rojas. Rip Roar rouba uma arma laser de uma base do Exército e a usa para causar uma inundação devastadora, embora Supergirl, J'onn e Dreamer sejam capazes de prevenir baixas em massa e capturar o assassino. Mais tarde é revelado que Rip Roar é Rogers, conhece Andrea e está sob o controle de Leviatã. Enquanto isso, Andrea lança com sucesso seu novo produto de RV, onde Dey enfrenta uma simulação de Andrea que ele fez. Andrea é visitada por uma idosa representante do Leviatã, Margot, que a informa sobre o que aconteceu com Rip Roar. |              |                                                                                  |                     |                                                                                         |                         |                     |
| 93 | 6            | "Confidence Woman" "(Mulher de Confiança)" (BR)                                  | Shannon Kohli       | Dana Horgan & Nicki Holcomb                                                             | 10 de novembro de 2019  | 0.84                |
| Flashbacks mostram como Andrea e Lena se conheceram e como sua amizade se tornou tensa. Enquanto procurava pelo medalhão acrata, Andrea teve seu primeiro encontro com Leviatã, que a colocou para matar o governador Harper e Caroline O'Connor, dizendo a ela como o medalhão funciona. Para promover seus objetivos, Leviatã faz lavagem cerebral em Rogers para se tornar Rip Roar para agir em seu nome. No presente, Andrea é designada para eliminar Rogers capturado, mas sua primeira tentativa de invadir o D.E.O. falha. Depois de pedir ajuda a Lena, Andrea configura uma invasão falsa para que Supergirl investigue enquanto ela invade o D.E.O. sede mais uma vez com tecnologia psíquica como a mascarada Acrata; fugindo com Rip Roar, mesmo apesar da intervenção de Supergirl. Durante a invasão, Supergirl descobre a conexão do assassino com Leviatã. Andrea dá o medalhão a Lena e tenta fugir com Rogers, mas um agente Leviatã o mata antes que outro de seus representantes se encontre com ela. Embora ela diga que não tem mais o medalhão, ela é informada que ele apenas ativou seus poderes, que na verdade vieram da escuridão dentro dela. Em outro lugar, Alex e Lena continuam a aprender mais sobre o Leviatã de forma independente. |              |                                                                                  |                     |                                                                                         |                         |                     |
| 94 | 7            | "Tremors" "(Tremores)" (BR)                                                      | Andi Armaganian     | J. Holtham & Katie Rose Rogers                                                          | 17 de novembro de 2019  | 0.79                |
| Margot não consegue recuperar o medalhão de Lena, forçando Leviatã a agir. Enquanto isso, J'onn começa a ter visões de Malefic. Quando ele pede ajuda ao espírito de seu pai, ele sugere que J'onn deve tentar se relacionar com seu irmão, não importa o resultado. O vínculo é bem-sucedido e Malefic perdoa J'onn. De volta ao D.E.O., Brainy descobre a localização de Leviatã e viaja para lá com Alex enquanto Lena e Kara procuram por uma arma na Fortaleza da Solidão para derrotar a organização. De repente, eles são atacados por Rama Khan, um alienígena com séculos de idade e agente do Leviatã que pode manipular a Terra. Enquanto luta contra ele, Kara consegue suprimir os poderes de Khan, forçando-o a recuar. Depois, Lena admite para Kara que ela matou Lex, sabia seu segredo antes que ela contasse a ela, e discursa sobre como ela quebrou sua confiança e merece sentir sua dor. Lena ignora as tentativas de Kara de raciocinar com ela e a deixa presa no gás criptonita. |              |                                                                                  |                     |                                                                                         |                         |                     |
| 95 | 8            | "The Wrath of Rama Khan" "(A Ira de Rama Khan)" (BR)                             | Marcus Stokes       | Lindsay Struman & Jessica Kardos                                                        | 1 de dezembro de 2019   | 0.87                |
| Alex e Brainy salvam Kara da armadilha da Fortaleza. Alex diz a Kara que Lena está além da redenção, mas Kara discorda. Enquanto isso, Andrea se junta a Kara e J'onn na luta contra Khan enquanto Lena se prepara para controlar a mente de toda a Terra com ondas Q. Em resposta, o D.E.O. faz Malefic usar suas próprias ondas Q para repeli-los. Kara subjuga Khan antes que Andrea o sele em um poço de piche antes que eles ataquem o esconderijo de Leviatã. Depois de interromper a luta, Andrea foge no momento em que o operativo de Leviatã Gamemnae alivia Khan de suas funções. Quando Lena e Hope são descobertas, esta última assume o papel de Eva e é presa. Mais tarde, Malefic decide retornar a Marte, e o Monitor revela a J'onn que ele trouxe Malefic para a Terra para testá-lo para a crise iminente, que ele passou ao se reconciliar com seu irmão. Sem o conhecimento de ninguém, o Monitor ressuscitou Lex e também o está preparando para a crise; cumprindo o desejo do último de se tornar um herói em troca de ajudá-lo com um favor envolvendo Lena. |              |                                                                                  |                     |                                                                                         |                         |                     |
| 96 | 9            | "Crisis on Infinite Earths, Part 1" "(Crise nas Infinitas Terras, Parte 1)" (BR) | Jesse Warn          | História por : Robert Rovner e Marc Guggenheim Roteiro por : Derek Simon e Jay Faerber  | 8 de dezembro de 2019   | 1.67                |
| Quando a crise começa, Brainy detecta uma onda de anti-matéria se aproximando de Argo City, então Kara avisa sua mãe Alura Zor-El, seu primo Clark Kent e sua esposa Lois Lane. Os Kents por pouco enviam seu filho Jonathan para fora do mundo assim que a onda atinge Argo. Enquanto isso, na Terra-1, Harbinger traz Barry Allen, Kate Kane, Oliver Queen, Mia Smoak, Sara Lance e Ray Palmer para a Terra-38 e resgata os Kents. Enquanto Harbinger informa os heróis no Anti-Monitor, o Monitor levanta uma torre quântica para impedir a onda de anti-matéria enquanto o DEO e Lena trabalham para evacuar a Terra-38. Depois de saber que Jonathan acabou na Terra-16, Lois, Sara e Brainy saem para buscá-lo. Em preparação, Oliver passa o manto de Arqueiro Verde para Mia, mas quando descobre que Barry está fadado a morrer, ele discute com o Monitor sobre o acordo que eles fizeram no ano passado.Os heróis afastam um exército de demônios das sombras até o Monitore violações fora do mundo. No entanto, Oliver fica para trás; sacrificando-se para garantir o sucesso do êxodo. Na Terra-1, a equipe de Lois retorna com Jonathan antes que o Monitor traga Oliver moribundo para compartilhar suas despedidas. Nash Wells, agora um "pária" por lançar o Anti-Monitor, aparece, anunciando que tudo está condenado. Este episódio começa o evento crossover que continua no episódio 9 da 1ª temporada de Batwoman, no episódio 9 da 6ª temporada de The Flash, no episódio 8 da 8ª temporada de Arrow e termina no episódio especial de Legends of Tomorrow. |              |                                                                                  |                     |                                                                                         |                         |                     |
| 97 | 10           | "The Bottle Episode" "(O Episódio da Garrafa)" (BR)                              | Tawnia McKiernan    | História por : Derek Simon Roteiro por : Nicki Holcomb & Jen Troy                       | 19 de janeiro de 2020   | 0.84                |
| Após a crise e sua Terra sendo fundida com a Terra-1, Kara se ajusta à sua nova vida na Terra-Prime quando ela descobre que está trabalhando para Lex, que agora é o fundador do D.E.O. e Leviatã não é mais uma ameaça pública enquanto J'onn restaura as memórias pré-crise de seus aliados. Quatro Brainiac-5 alternativos, que sobreviveram à crise, aparecem de repente no Earth-Prime. Eles não têm certeza de como isso aconteceu, embora saibam que estão sendo visados pela Equação Anti-Vida. Nia descobre que um deles planeja trazer de volta sua Terra, que ele prendeu dentro de uma garrafa. No entanto, ela, Kara e Brainy derrotam o mal Brainiac-5, que faz as pazes com a equipe e decide viver na Terra engarrafada até que Kara e sua equipe possam encontrar uma maneira de trazê-lo de volta. Antes que os outros Brainiacs se fundam com Brainy para formar o "Big Brain", a fêmea Brainiac-5 o informa que, para derrotar Leviatã, ele deve se aliar secretamente com Lex e sacrificar seus amigos e relacionamento com Nia para isso. Em outro lugar, William expressa suas suspeitas sobre Lex para Kara enquanto Gamemnae visita Andrea sob o pseudônimo de membro do conselho Gemma Cooper. |              |                                                                                  |                     |                                                                                         |                         |                     |
| 98 | 11           | "Back From the Future – Part 1" "(De Volta do Futuro – Parte 1)" (BR)            | David Harewood      | Dana Horgan & Katie Rose Rogers                                                         | 26 de janeiro de 2020   | 0.81                |
| Com a ajuda de Brainy, Lex inventa um doppelganger de Winn Schott para atacar uma convenção de brinquedos sob o pseudônimo de Toyman. Só então, Winn retorna do futuro para impedir que seu doppelgänger mude seu futuro. Kara, Alex, Winn, Nia e Brainy procuram J'onn, que construiu uma nova base de operações chamada "a Torre" em vez de ir para o D.E.O. para que ele possa informar Winn sobre o que aconteceu antes da crise. Na Torre, Nia tenta usar seus poderes para encontrar o doppelgänger de Winn, mas em vez disso vê Brainy se transformar em um tigre branco. A equipe descobre em uma transmissão ao vivo que o doppelganger de Winn planeja atacar Andrea por arruinar a reputação de seu pai usando tigres brancos robóticos. Armado com esta informação, Kara, Winn, Nia e Brainy conseguem detê-lo, mas ele é pego em uma explosão e aparentemente morto. Depois de salvar o futuro de Winn, Brainy conta a ele sobre sua aliança com Lex. Sem o conhecimento de todos, a consciência do Winn alternativo aparece de repente nos computadores do D.E.O. |              |                                                                                  |                     |                                                                                         |                         |                     |
| 99 | 12           | "Back From the Future – Part 2" "(De Volta do Futuro – Parte 2)" (BR)            | Alexis Ostrander    | Rob Wright & J. Holtham                                                                 | 16 de fevereiro de 2020 | 0.65                |
| O D.E.O. descobrir que o Homem-Brinquedo alternativo usou as lentes de obsidiana para carregar sua consciência em seus computadores momentos antes de sua morte, para que ele pudesse usar a Internet como uma arma. Alex coloca o D.E.O. no bloqueio enquanto Winn e Supergirl vão para a sala do servidor. Quando eles chegam lá, eles descobrem que a consciência do pai de Winn, o Homem-Brinquedo original, também foi ativada, pois ele quer ajudar a derrotar a contraparte do mal de seu filho. Quando Winn confronta seu doppelgänger I.A., ele relutantemente permite que seu pai ganhe tempo para ele. Ele insere os códigos e frustra os planos de sua contraparte enquanto as consciências dos dois Toymen são excluídas. Winn retorna ao futuro para se tornar um heróico Homem de Brinquedo na memória de seu pai. Devido ao que ela aprendeu com Brainy, Alex renuncia como diretor do D.E.O., então Lex jura em Brainy enquanto obtém uma cópia dos dados que ele queria para aproximá-los de Leviatã. Enquanto isso, Lex rastreia Gemma para discutir uma colaboração com Obsidian Tech para melhorar a plataforma Obsidian. Vencida, Gemma aconselha Andrea a aceitar a oferta. Mais tarde, ela faz com que Margot informe ao Ungido que a LuthorCorp está em suas garras, conforme planejado. Enquanto em seu loft, Kara e Alex são visitados por Mxyzptlk. |              |                                                                                  |                     |                                                                                         |                         |                     |
| 100 | 13           | "It's a Super Life" "(É uma Super Vida)" (BR)                                    | Jesse Warn          | História por : Robert Rovner & Jessica Queler Roteiro por : Derek Simon & Nicki Holcomb | 23 de fevereiro de 2020 | 0.66                |
| Mxyzptlk se oferece para ajudar Kara viajando no tempo, para que ela possa contar a Lena sua identidade antes que Lex possa e garantir que sua amizade seja diferente. Depois de várias tentativas fracassadas, Kara decide contar a Lena depois que esta se mudou para National City. No entanto, Ben Lockwood chantageia Kara para revelar globalmente sua identidade sequestrando Lena antes de matar os amigos e familiares de Kara. Então, Mxyzptlk mostra a Kara uma realidade onde ela e Lena não se encontraram, mas seus poderes param de funcionar. Nia os salva do perigo e os leva para encontrar Alex, J'onn, Winn, Kelly, Mon-El. Kara descobre que Lena matou Lex antes de aproveitar a energia da 5ª Dimensão para seus Hope-Bots e obter Reign e um Brainy reprogramado ao seu lado. Enquanto seus aliados lutam contra eles, Supergirl confronta Lena e Mxyzptlk procura o homônimo Hat. Assim que consegue, ele desfaz a realidade. Como nada mais funcionou, Kara decide confrontar Lena enquanto Mxyzptlk se despede; deixando um vídeo sobre o dia em que Lena e Lex começaram a trabalhar juntos. Kara diz a Lena que ela ainda pode ajudá-la, mas será forçada a agir contra ela se ela continuar a ajudar Lex. |              |                                                                                  |                     |                                                                                         |                         |                     |
| 101 | 14           | "The Bodyguard" "(O Guarda-Costas)" (BR)                                         | Gregory Smith       | História por : Lindsay Sturman Roteiro por : Emilio Ortega Aldrich & Chandler Smidt     | 8 de março de 2020      | 0.67                |
| Brainy informa a Lex que os membros de Leviatã são do mesmo sistema que Krypton e que eles precisam encontrar sua versão de Kryptonita. A Supergirl impede um atentado contra a vida de Andrea, então Lex a designa como guarda-costas para que o lançamento da Plataforma Obsidiana corra bem enquanto lança essa ideia para Gemma como um meio de manter seu povo fora do caminho. J'onn é informada da energia que Supergirl viu durante o ataque e a reconhece como uma clorofiliana. Lena testa seu programa em prisioneiros da Ilha de Stryker, observando quando eles desenvolvem sentimentos de vingança. Alex e J'onn encontram evidências que os levam a uma fazenda abandonada onde um clorofiloide chamado Todd reside. Depois de serem resgatados pela Supergirl, eles encontram Todd morto e sua esposa Amy em busca de vingança contra a Obsidian Corp depois de demitirem Todd por seu vício em realidade virtual. Enquanto Alex e J'onn resgatam os trabalhadores, Supergirl consegue acalmar Amy. Com o perigo evitado, Andrea recupera o medalhão Acrata de seu escritório. Lex visita Gemma para fazer um acordo, onde ele vai conseguir algo em troca de conhecer seu povo. |              |                                                                                  |                     |                                                                                         |                         |                     |
| 102 | 15           | "Reality Bytes" "(Bytes de Realidade)" (BR)                                      | Armen V. Kevorkian  | Dana Horgan & Jay Faerber                                                               | 15 de março de 2020     | 0.68                |
| A colega de quarto de Nia Nal, Yvette, é atacada por um homem mirando a Sonhadora, porque ele não gosta que Nia seja transgênero e quer que ela pare de ser uma super-heroína. Determinada a proteger sua comunidade de danos adicionais, a Sonhadora se recusa a aceitar suas ameaças e se coloca na linha de fogo para detê-lo. Supergirl a apoia e pede ajuda adicional de Brainy. Enquanto isso, Alex, J'onn e Kelly tentam resgatar um homem preso dentro de uma sala de fuga de realidade virtual. |              |                                                                                  |                     |                                                                                         |                         |                     |
| 103 | 16           | "Alex in Wonderland" "(Alex no País das Maravilhas)" (BR)                        | Tawnia McKiernan    | História por : Rob Wright Roteiro por : Jess Kardos & Mariko Tamaki                     | 22 de março de 2020     | 0.65                |
| Jeremiah Danvers foi encontrado, mas morreu recentemente. Alex ataca todos, cansado de chorar por ele novamente. Em seu desespero, ela usa as lentes RV para entrar em uma fantasia onde ela é a Supergirl. No entanto, os consumidores na realidade virtual estão lentamente perdendo o controle da realidade real e acreditando que ela seja real à medida que desenvolvem olhos vermelhos no mundo real. Alex começa a sucumbir a isso, mas não consegue usar o fail safe para sair do mundo da RV. Kelly consegue tirar Alex de lá. Depois de saber desse perigo, Andrea fala com uma de suas funcionárias, uma Eva restaurada. |              |                                                                                  |                     |                                                                                         |                         |                     |
| 104 | 17           | "Deus Lex Machina" "(Deus Lex Machina)" (BR)                                     | Melissa Benoist     | História por : Lindsay Sturman Roteiro por : Katie Rose Rogers & Brooke Pohl            | 3 de maio de 2020       | 0.61                |
| Mantendo suas memórias pré-crise, Lex toma nota das mudanças que foram feitas enquanto ele continua sua caça ao Leviatã. Como parte de seus planos, ele convence seu agente duplo Leviatã, Eve, a manipular Amy Sapphire e Richard Bates, bem como matar Jeremiah. Depois de ver Lena mostrar simpatia por Kara, Lex faz com que ela acredite que Supergirl está usando Myriad. Enquanto Lena deixa a Fortaleza da Solidão, um Morae a segue e libera um Devorador de Sol. Os computadores de Malefic detectam, fazendo M'gann retornar e confrontá-lo. Com a ajuda de J'onn e M'gann, Supergirl encolhe o Sun-Eater. Sem o conhecimento deles, Lex localiza os corpos das vítimas de RV. Quando Kara e M'gann se encontram com William, eles descobrem que Lex resgatou todos e eliminou Margot. Gamemnae confronta Lex, mas ele a convence a focar a ira de Leviatã em Supergirl. Após uma discussão com sua mãe, Lex usa o relógio de transporte de Lena para entrar na Fortaleza da Solidão. |              |                                                                                  |                     |                                                                                         |                         |                     |
| 105 | 18           | "The Missing Link" "(O Elo Perdido)" (BR)                                        | Avi Youabian        | Dana Horgan & J. Holtham                                                                | 10 de maio de 2020      | 0.62                |
| Supergirl luta contra Rama Khan e Leviatã. Lex e Lena são forçados a trabalhar juntos quando o projeto de Lena não funciona e eles ficam presos em uma rebelião na prisão. Lex ajuda Leviatã contra Supergirl. Alex e Kara se encontram com Pete Andrews, um homem personificado por Malefic, para aprender mais sobre Leviatã. Rama Khan se deixa ser capturado para destruir o quartel-general do DEO. Lena percebe que está se tornando como Lex enquanto começa a questionar seu próprio caminho, fazendo com que o último exploda sobre ela antes que Lena vá embora. Ela vai ao apartamento de Kara para se desculpar por suas ações. William segue Eva em um beco e é maltratado. |              |                                                                                  |                     |                                                                                         |                         |                     |
| 106 | 19           | "Immortal Kombat" "(Combate Imortal)" (BR)                                       | David Harewood      | História por : Derek Simon Roteiro por : Emilio Ortego Aldrich & Nicki Holcomb          | 17 de maio de 2020      | 0.65                |
| Lena conta a Kara o que ela sabe sobre os planos de Lex, e eles concordam em trabalhar juntos para derrotá-lo e a Leviatã. Dreamer tem visões de Brainy enquanto luta contra Leviatã, que mais tarde ela percebe que eram sobre seus planos secretos. Brainy, sem o envolvimento de Lex, formula um plano para parar o Leviatã encolhendo-os em um recipiente. Enquanto a equipe distrai Leviatã, Brainy secretamente se infiltra em sua sede. Ao saber que Leviatã planeja usar o Unity Festival, Supergirl entra nele para persuadir seus usuários conectados a se desconectarem da realidade virtual. Brainy coloca seu plano em ação quando J’onn atrai os agentes de Leviatã. Supergirl termina o Festival da Unidade enquanto Rama Khan e dois membros Leviatã estão contidos, mas um Brainy enfraquecido é incapaz de impedir Lex de pegar o recipiente, que ele e Lillian planejam usar. Depois de trabalharem juntas novamente, Kara e Lena começam a se reconciliar. Gamemnae, enfurecida, muda sua aparência humana. |              |                                                                                  |                     |                                                                                         |                         |                     |

## Elenco e personagens
| - Melissa Benoist como Kara Zor-El / Kara Danvers / Supergirl - Mehcad Brooks como James Olsen / Guardião - Chyler Leigh como Alex Danvers - Katie McGrath como Lena Luthor - Jesse Rath como Querl "Brainy" Dox / Brainiac 5 - Nicole Maines como Nia Nal / Sonhadora - Azie Tesfai como Kelly Olsen - Andrea Brooks como Eve Teschmacher / Hope - Julie Gonzalo como Andrea Rojas / Acrata - Staz Nair como William Dey - LaMonica Garrett como Mar Novu / Monitor - David Harewood como J'onn J'onzz / Caçador de Marte | - Jon Cryer como Lex Luthor - Phil LaMarr como Malefic J'onzz< - Nick Sagar como Russell Rogers / Rip Roar - Patti Allan como Margot Morrison - Duncan Fraser como um representante Leviatã idoso do sexo masculino - Cara Buono como Gamemnae / Gemma Cooper - Mitch Pileggi como Rama Khan - Thomas Lennon como Mister Mxyzptlk |

### Convidados
- Jennifer Cheon Garcia como Midnight[28]
- Kate Micucci as a museum tour guide[29]
- Kari Wahlgren como a voz de Hope[30]
- Sean Astin como Pete Andrews[31]
- Rahul Kohli como Jack Spheer[32]
- Carl Lumbly como M'yrnn J'onzz[24]
- Meaghan Rath como Brainiac 5 feminino[33]
- Brenda Strong como Lillian Luthor
- Keith Dallas as Al Crane
- Anjali Jay como Selena (versão Terra Engarrafada)
- Rosemary Hochschild como Vita (versão Terra Engarrafada)
- Winsome Brown como Ayala (versão Terra Engarrafada)
- Jeremy Jordan como Winn Schott[34] e Winn Schott / Homem-Brinquedo (versão Terra Alternativa)
- Henry Czerny como Winslow Schott Sr. / Homem-Brinquedo
- Chris Wood como Mon-El[35]
- Sam Witwer como Ben Lockwood / Agente da Liberdade[35]
- Odette Annable como Samantha Arias / Régia[35]
- Betty Buckley como Patricia Arias[36]
- Chad Lowe como Thomas Coville
- Willie Garson como Steve Lomelli
- Donna Benedicto como Agente Reiff
- Camille Sullivan as Amy Sapphire
- Pierson Fodé como Gregory Bauer
- Jesse Moss como Richard Bates
- Anna Van Hooft como Jennifer Bates
- Corbin Bleu como Trevor Crane
- Anne Hollister como Bonnie Walker / Tilly
- John Murphy como Derek
- Steph Song como RV Supergirl
- Sharon Leal como M'gann M'orzz / Miss Marte
- Lynda Boyd como mãe de Eve Teschmacher
- Michelle Christa Smith como Sela

"Crise nas Infinitas Terras"
- Tom Cavanagh como Nash Wells / Pária
- Ruby Rose como Kate Kane / Batwoman[37]
- Grant Gustin como Barry Allen / Flash[37]
- Stephen Amell como Oliver Queen / Arqueiro Verde[37] e Oliver Queen / Arqueiro Verde (Terra-16)
- Katherine McNamara como Mia Smoak[37]
- Brandon Routh como Ray Palmer[37]
- Caity Lotz como Sara Lance / Canário Branco[37]
- Elizabeth Tulloch como Lois Lane[37]
- Tyler Hoechlin como Clark Kent / Superman[37]
- Erica Durance como Alura Zor-El
- Audrey Marie Anderson como Lyla Michaels / Percursora
- Burt Ward[38] Dick Grayson (Terra-66)
- Wil Wheaton como um manifestante do dia do juízo final[39]
- Robert Wuhl[40] como Alexander Knox (Terra-89)
- Griffin Newman como um anfitrião de uma noite de trivia
- Alan Ritchson como Hank Hall / Rapina (Terra-9)[e]
- Curran Walters como Jason Todd / Robin (Terra-9)[e]
- Russell Tovey como Ray Terrill / The Ray[e]

## Produção

### Desenvolvimento
Em 31 de janeiro de 2019, The CW renovou Supergirl para uma quinta temporada. Jessica Queller e Robert Rovner atuam como showrunners da temporada.

### Roteiro
Queller descreveu a quinta temporada de Supergirl como a "temporada de Black Mirror" da série, com Rovner elaborando que "O que estamos vendo é como a tecnologia está afetando a maneira como as pessoas se envolvem e lhes dá uma escapatória para não se envolverem. Parece que hoje em dia , todo mundo está meio ao telefone ou não está realmente presente, então queríamos falar sobre isso e sobre como pode ser difícil viver na feiura do que está acontecendo e como uma personagem como Kara pode tentar nos ajudar superar isso." Melissa Benoist, que estrela como Kara Danvers / Supergirl, disse que a temporada seria "uma luta pela alma de (Lena Luthor)", após Lex Luthor expor a Lena que Kara, sua melhor amiga, é a Supergirl. Rovner disse que a cisão entre Kara e Lena é algo que os escritores vêm construindo há vários anos, com a quinta temporada servindo como "a tão esperada recompensa". Queller descreveu a "traição" como o calcanhar de Aquiles de Lena, devido ao fato de todos os membros da família Luthor a terem traído de alguma forma ao longo dos anos: "Ela tem que colocar esta capa protetora, e a última pessoa que ela pensou que a trairia foi Kara, e que realmente dói mais profundamente do que qualquer um dos outros".

### Escolha do elenco
Os membros do elenco principal Melissa Benoist, Mehcad Brooks, Chyler Leigh, Katie McGrath, Jesse Rath, Nicole Maines e David Harewood retornam como Kara Danvers / Supergirl, James Olsen, Alex Danvers, Lena Luthor, Querl Dox / Brainiac 5 , Nia Nal / Sonhadora e J'onn J'onzz respectivamente. Esta é a última temporada de Brooks; sua última aparição foi no episódio "In Plain Sight". Azie Tesfai, que foi apresentada como Kelly Olsen na quarta temporada, foi promovida ao elenco principal na quinta temporada, assim como Andrea Brooks, que voltou a se chamar Eve Teschmacher desde a segunda temporada. Eles se juntaram a novos membros do elenco Julie Gonzalo no papel de Andrea Rojas e Staz Nair no papel de William Dey, uma criação original para a série. Jeremy Jordan, que estrelou como Winn Schott nas primeiras três temporadas e esteve ausente durante a quarta, voltou como estrela convidada em três episódios.

### Design
A temporada apresenta um novo traje da Supergirl que dispensa a saia vista no terno mais antigo em favor de uma calça cheia. Benoist e os showrunners disseram que dar calças para a Supergirl foi algo que eles discutiram desde a primeira temporada. Querl Dox é creditado com a criação de um novo ativador de movimento microscópico para o novo traje que se conecta aos óculos de Kara e libera o traje quando ela tira os óculos, resultando em Supergirl totalmente vestida com seu traje.

### Filmagens
As filmagens começaram no final de junho de 2019 em Vancouver. O décimo sétimo episódio da temporada marca a estreia de Benoist na direção. As filmagens deveriam durar até 14 de abril de 2020. Em 12 de março de 2020, a Warner Bros. Television encerrou a produção da série devido à pandemia de COVID-19, com a série no meio das filmagens do episódio 20. Leigh afirmou que tinha mais dois dias de filmagem no episódio. Como resultado, parte do material filmado para o episódio 20 foi incorporado ao episódio 19, ao invés de salvá-lo para a sexta temporada. Alguns novos diálogos também foram gravados por atores em suas casas para o episódio 19.

### Ligações com o Universo Arrow
Em dezembro de 2018, durante o final do crossover anual "Elseworlds", um crossover subsequente foi anunciado, intitulado "Crisis on Infinite Earths", baseado na série de quadrinhos de mesmo nome. O crossover ocorreu ao longo de cinco episódios - três em dezembro de 2019 e dois em janeiro de 2020.

## Exibição
A temporada começou a ser exibida nos Estados Unidos na The CW em 6 de outubro de 2019. Foi originalmente programado para durar 22 episódios, mais tarde reduzido para 20. Como a produção do episódio 20 não pôde ser concluída devido à pandemia de COVID-19, o 19º episódio serviu como o final da temporada.

## Recepção

### Audiência
| №  | Título                                | Exibição original       | Rating/share (18–49) | Audiência (em milhões) | DVR (18–49) | Audiência em DVR (milhões) | Total (18–49) | Audiência total (em milhões) |
| -- | ------------------------------------- | ----------------------- | -------------------- | ---------------------- | ----------- | -------------------------- | ------------- | ---------------------------- |
| 1  | "Event Horizon"                       | 6 de outubro de 2019    | 0.4/2                | 1.26                   | 0.2         | 0.92                       | 0.6           | 2.19                         |
| 2  | "Stranger Beside Me"                  | 13 de outubro de 2019   | 0.3/1                | 0.97                   | 0.3         | 0.84                       | 0.6           | 1.81                         |
| 3  | "Blurred Lines"                       | 20 de outubro de 2019   | 0.2/1                | 0.92                   | 0.3         | 0.78                       | 0.5           | 1.70                         |
| 4  | "In Plain Sight"                      | 27 de outubro de 2019   | 0.2/1                | 0.95                   | 0.3         | 0.83                       | 0.5           | 1.78                         |
| 5  | "Dangerous Liaisons"                  | 3 de novembro de 2019   | 0.2/1                | 0.78                   | 0.3         | 0.80                       | 0.5           | 1.59                         |
| 6  | "Confidence Women"                    | 10 de novembro de 2019  | 0.2/1                | 0.84                   | 0.2         | 0.74                       | 0.4           | 1.58                         |
| 7  | "Tremors"                             | 17 de novembro de 2019  | 0.2/1                | 0.79                   | 0.3         | 0.75                       | 0.5           | 1.54                         |
| 8  | "The Wrath of Rama Khan"              | 1 de dezembro de 2019   | 0.2/1                | 0.87                   | 0.3         | 0.77                       | 0.5           | 1.64                         |
| 9  | "Crisis on Infinite Earths: Part One" | 8 de dezembro de 2019   | 0.7/3                | 1.67                   | 0.4         | 1.00                       | 1.1           | 2.67                         |
| 10 | "The Bottle Episode"                  | 19 de janeiro de 2020   | 0.2/1                | 0.84                   | 0.3         | 0.78                       | 0.5           | 1.62                         |
| 11 | "Back From the Future – Part One"     | 26 de janeiro de 2020   | 0.2/1                | 0.81                   | 0.2         | 0.66                       | 0.4           | 1.47                         |
| 12 | "Back From the Future – Part Two"     | 16 de fevereiro de 2020 | 0.2                  | 0.65                   | 0.2         | 0.65                       | 0.4           | 1.31                         |
| 13 | "It's a Super Life"                   | 23 de fevereiro de 2020 | 0.2                  | 0.66                   | 0.3         | 0.76                       | 0.5           | 1.42                         |
| 14 | "The Bodyguard"                       | 8 de março de 2020      | 0.2                  | 0.67                   | 0.2         | 0.66                       | 0.4           | 1.33                         |
| 15 | "Reality Bytes"                       | 15 de março de 2020     | 0.2                  | 0.68                   | 0.2         | 0.66                       | 0.4           | 1.34                         |
| 16 | "Alex in Wonderland"                  | 22 de março de 2020     | 0.2                  | 0.65                   | 0.2         | 0.64                       | 0.4           | 1.29                         |
| 17 | "Deus Lex Machina"                    | 3 de maio de 2020       | 0.1                  | 0.61                   | 0.2         | 0.62                       | 0.3           | 1.23                         |
| 18 | "The Missing Link"                    | 10 de maio de 2020      | 0.1                  | 0.62                   | 0.2         | 0.64                       | 0.4           | 1.26                         |
| 19 | "Immortal Kombat"                     | 17 de maio de 2020      | 0.2                  | 0.65                   | 0.2         | 0.58                       | 0.3           | 1.23                         |

### Resposta Crítica
A avaliação do site Rotten Tomatoes deu para a temporada um índice de 92% de aprovação dos críticos e com uma classificação média de 7,62/10 baseado em 8 comentários.